# 772
Năm 772 là một năm trong lịch Julius.